# Quercus oxyodon
Quercus oxyodon és una espècie de roure que pertany a la família de les fagàcies i està dins del subgènere Cyclobalanopsis, del gènere Quercus.

## Descripció
Quercus oxyodon és un arbre de fins a 20 m d'alçada. Branques tomentoses, després glabrescents. El pecíol 2,5-4 cm; limbe de la fulla és el·líptic a oblong-lanceolat, 12-22 × 3-8 cm, abaxialment pruïnosa a blanquinosa farinosa i amb pèls adornats simples i forcats però aviat glabrescents, adaxialment verdes, base arrodonida a àmpliament cuneada i generalment obliqua, marge serrat, àpex acuminat a caudat; nervadura central abaxialment prominent però impressionada adaxialment; nervis secundaris 16-24 a cada costat de la nervadura central; nervis terciaris abaxialment discrets. Les inflorescències femenines de 2 a 5 cm. La cúpula és cupular, 1.5-2 cm de diàmetre, que tanca aproximadament 1/2 de la gla, a l'exterior és finament tomentosa de color marró grisenc, a l'interior és de color blanc sedós, amb una paret de menys d'1 mm de gruix; bràctees en 6-8 anells i marge dentat. Les glans són ovoides a subgloboses, 1,5-2,2 × 1,2-1,7 cm, glabroses o rarament piloses a l'àpex, la cicatriu d'uns 8 mm de diàmetre, lleugerament convex. L'estil d'uns 4 mm de diàmetre, amb 3 o 4 anells. Floreixen entre maig i juny i fructifiquen entre setembre i octubre.

## Distribució i hàbitat
Quercus oxyodon creix a les províncies xineses de Guangdong, Guangxi, Guizhou, Hubei, Hunan, Jiangxi, Shaanxi, Sichuan, al sud-est de Xizang, Yunnan i Zhejiang, a Bhutan, al nord-est de l'Índia, Myanmar i al Nepal, i a la regió de Sa Pa del nord del Vietnam (com a Q. songtavanensis)., als boscos muntanyencs mesofítics mixtos en vessants i en valls entre els 700 i 2800 m.

## Taxonomia
Quercus oxyodon va ser descrita per Miq. i publicat a Annales Musei Botanici Lugduno-Batavi 1: 114. 1863.
Etimologia
Quercus: nom genèric del llatí que designava igualment al roure i a l'alzina.
oxyodon: epítet del grec antic ὀξύς (oxús) = 'afilat' i ὀδών (odṓn) = 'dent', ja que fa referència als marges de les fulles serrades.
Sinonímia
- Cyclobalanopsis fargesii (Franch.) W.H.Zhang
- Cyclobalanopsis lineata var. fargesii (Franch.) Schottky
- Cyclobalanopsis lineata var. grandifolia (Skan) Schottky
- Cyclobalanopsis lineata var. oxyodon (Miq.) Schottky
- Cyclobalanopsis oxyodon Oerst.   WFO descriptions
- Quercus fargesii Franch.
- Quercus glauca var. lineata Franch.
- Quercus glauca var. nakaoi Kitam. & T.Horik.
- Quercus lineata var. fargesii (Franch.) Skan
- Quercus lineata var. grandifolia Skan
- Quercus lineata var. macrophylla Seemen
- Quercus lineata var. oxyodon (Miq.) Wenz.
- Quercus oxyodon var. fargesii (Franch.) Rehder & E.H.Wilson
- Quercus silicina var. orgyalis Hand.-Mazz.
- Quercus songtavanensis A.Camus[7][8]